# Sentencia JOIN en SQL

Joins del SQL y sus representaciones como diagramas de Venn

La sentencia JOIN (unir, combinar) de SQL permite combinar registros de una o más tablas en una base de datos. En el Lenguaje de Consultas Estructurado (SQL) hay tres tipos de JOIN: interno, externo y cruzado. El estándar ANSI del SQL especifica cinco tipos de JOIN: INNER, LEFT OUTER, RIGHT OUTER, FULL OUTER y CROSS. Una tabla puede unirse a sí misma, produciendo una auto-combinación, SELF-JOIN.
Matemáticamente, JOIN es composición relacional, la operación fundamental en el álgebra relacional, y, generalizando, es una función de composición.

## Tablas de ejemplo
Todas las explicaciones que están a continuación usan las siguientes dos tablas para ilustrar el efecto de diferentes clases de uniones JOIN.
| Empleado  | Empleado       |
| Apellido  | IDDepartamento |
| --------- | -------------- |
| Andrade   | 31             |
| Jordán    | 33             |
| Steinberg | 33             |
| Róbinson  | 34             |
| Zolano    | 34             |
| Gaspar    | 36             |

| Departamento       | Departamento   |
| NombreDepartamento | IDDepartamento |
| ------------------ | -------------- |
| Ventas             | 31             |
| Ingeniería         | 33             |
| Producción         | 34             |
| Mercadeo           | 35             |

La tabla Empleado contiene los apellidos de los empleados junto al número del departamento al que pertenecen, mientras que la tabla Departamento contiene los nombres de los departamentos de la empresa.
Existen empleados que tienen asignado un número de departamento que no se encuentra en la tabla Departamento (Gaspar). Igualmente, existen departamentos a los cuales no pertenece ningún empleado (Mercadeo). Esto servirá para presentar algunos ejemplos más adelante.

## Combinación interna (INNER JOIN)

Diagrama de Venn representando el Inner Join, entre las tablas A y B, de una sentencia SQL

Con esta operación cada registro en la tabla A es combinado con los correspondientes de la tabla B que satisfagan las condiciones que se especifiquen en el predicado del JOIN. Cualquier registro de la tabla A o de la tabla B que no tenga uno correspondiente en la otra tabla es excluido, y solo aparecerán los que tengan correspondencia en la otra tabla. Este es el tipo de JOIN más utilizado, por lo que es considerado el tipo de combinación predeterminado.
SQL:2003 especifica dos formas diferentes para expresar estas combinaciones. La primera, conocida como explícita, usa la palabra JOIN junto con las condiciones después de la palabra reservada ON. La segunda es implícita y usa las comas para separar las tablas a combinar en la sentencia FROM, y se usa la sentencia WHERE para establecer las condiciones, la cual entonces es obligatoria para el INNER JOIN pues de lo contrario la sentencia sería un CROSS JOIN (ver más abajo).
Es necesario tener especial cuidado cuando se combinan columnas con valores nulos NULL, ya que el valor nulo no se combina con otro valor o con otro nulo, excepto cuando se le agregan predicados tales como IS NULL o IS NOT NULL.
Como ejemplo, la siguiente consulta toma todos los registros de la tabla Empleado y encuentra todas las combinaciones en la tabla Departamento. La sentencia JOIN compara los valores en la columna IDDepartamento en ambas tablas. Cuando no existe esta correspondencia entre algunas combinaciones, estas no se muestran; es decir, que si el número de departamento de un empleado no coincide con los números de departamento de la tabla Departamento, no se mostrará el empleado con su respectivo departamento en la tabla resultante.
Las dos consultas siguientes son similares y se realizan de manera explícita (A) e implícita (B).
Ejemplo de la sentencia INNER JOIN explícita:
```
 
SELECT
 
*

 
FROM
   
empleado

        
INNER
 
JOIN
 
departamento

           
ON
 
empleado
.
IDDepartamento
 
=
 
departamento
.
IDDepartamento

```

Ejemplo de la sentencia INNER JOIN implícita:
```
 
SELECT
 
*

 
FROM
   
empleado
,
 
departamento

 
WHERE
  
empleado
.
IDDepartamento
 
=
 
departamento
.
IDDepartamento

```

Resultados:
|          | Empleado       | Empleado           | Departamento   | Departamento |
| Apellido | IDDepartamento | NombreDepartamento | IDDepartamento |              |
| -------- | -------------- | ------------------ | -------------- | ------------ |
|          | Zolano         | 34                 | Producción     | 34           |
|          | Jordán         | 33                 | Ingeniería     | 33           |
|          | Róbinson       | 34                 | Producción     | 34           |
|          | Steinberg      | 33                 | Ingeniería     | 33           |
|          | Andrade        | 31                 | Ventas         | 31           |

El empleado Gaspar y el departamento de Mercadeo no son presentados en los resultados ya que ninguno de estos tiene registros correspondientes en la otra tabla. No existe un departamento con número 36 ni existe un empleado con número de departamento 35.

### Theta Join
A la combinación que utiliza comparaciones dentro del predicado JOIN se le llama theta-join. Se pueden hacer comparaciones de <, <=, =, <>, >= y >.
Ejemplo de combinación tipo theta:
```
 
SELECT
 
*

 
FROM
   
empleado

        
INNER
 
JOIN
 
departamento

           
ON
 
empleado
.
IDDepartamento
 
<
 
departamento
.
IDDepartamento

```

Las operaciones INNER JOIN puede ser clasificadas como de igualdad, naturales y cruzadas.

#### Equi-join
Es una variedad del theta-join que usa comparaciones de igualdad en el predicado JOIN. Cuando se usan otros operadores de comparación no se puede clasificar en este rango.
Ejemplo de combinación de igualdad:
```
 
SELECT
 
*

 
FROM
   
empleado

        
INNER
 
JOIN
 
departamento

           
ON
 
empleado
.
IDDepartamento
 
=
 
departamento
.
IDDepartamento

```

La tabla resultante presenta dos columnas llamadas IDDepartamento: una proveniente de la tabla Empleado y otra de la tabla Departamento.
SQL:2003 no tiene una sintaxis específica para esta clase de combinaciones.

#### Natural join
Es una especialización de la combinación de igualdad, anteriormente mencionada, que se representa por el símbolo ⋈. En este caso se comparan todas las columnas que tengan el mismo nombre en ambas tablas. La tabla resultante contiene sólo una columna por cada par de columnas con el mismo nombre.
Ejemplo de combinación natural:
```
 
SELECT
 
*

 
FROM
 
empleado
 
NATURAL
 
JOIN
 
departamento

```

El resultado es un poco diferente al del ejemplo de la tabla anterior, ya que esta vez la columna IDDepartamento se muestra sola una vez en la tabla resultante.
|          | Empleado       | (campo común)      | Departamento |
| Apellido | IDDepartamento | NombreDepartamento |              |
| -------- | -------------- | ------------------ | ------------ |
|          | Zolano         | 34                 | Producción   |
|          | Jordán         | 33                 | Ingeniería   |
|          | Róbinson       | 34                 | Producción   |
|          | Steinberg      | 33                 | Ingeniería   |
|          | Andrade        | 31                 | Ventas       |

El uso de esta sentencia NATURAL puede producir resultados ambiguos y generar problemas si la base de datos cambia, porque al añadir, quitar o renombrar las columnas puede perder el sentido la sentencia; por esta razón es preferible expresar el predicado usando las otras expresiones nombradas anteriormente.

## Combinación externa (OUTER JOIN)
Mediante esta operación no se requiere que un registro en una tabla tenga un registro relacionado en la otra tabla. El registro es mantenido en la tabla combinada aunque no exista el correspondiente en la otra tabla.
Existen tres tipos de combinaciones externas, el Left Join, el Right Join y el Full Join, donde se toman todos los registros de la tabla de la izquierda, o todos los de la tabla derecha, o todos los registros respectivamente.

### LEFT JOIN

Diagrama de Venn representando el Left Join, entre las tablas A y B, de una sentencia SQL

El resultado de esta operación siempre contiene todos los registros de la tabla de la izquierda (la primera tabla que se menciona en la consulta), independientemente de si existe un registro correspondiente en la tabla de la derecha.
La sentencia LEFT JOIN retorna la pareja de todos los valores de la tabla izquierda con los valores de la tabla de la derecha correspondientes, si los hay, o retorna un valor nulo NULL en los campos de la tabla derecha cuando no haya correspondencia.
A diferencia del resultado presentado en los ejemplos de combinación interna donde no se mostraba el empleado cuyo departamento no existía, en el siguiente ejemplo se presentarán los empleados con su respectivo departamento, y adicionalmente se presenta un empleado cuyo departamento no existe.
El empleado que no tiene departamento se encuentra en el área amarilla del diagrama de la derecha, mientras que los empleados con departamento están en el área anaranjada, en la intersección de A y B.
Ejemplo de left join para la combinación externa:
```
 
SELECT
 
*

 
FROM
   
empleado

        
LEFT
 
OUTER
 
JOIN
 
departamento

           
ON
 
empleado
.
IDDepartamento
 
=
 
departamento
.
IDDepartamento

```

|          | Empleado       | Empleado           | Departamento   | Departamento |
| Apellido | IDDepartamento | NombreDepartamento | IDDepartamento |              |
| -------- | -------------- | ------------------ | -------------- | ------------ |
|          | Jordán         | 33                 | Ingeniería     | 33           |
|          | Andrade        | 31                 | Ventas         | 31           |
|          | Róbinson       | 34                 | Producción     | 34           |
|          | Zolano         | 34                 | Producción     | 34           |
|          | Gaspar         | 36                 | NULL           | NULL         |
|          | Steinberg      | 33                 | Ingeniería     | 33           |

#### LEFT JOIN excluyendo la intersección

Diagrama de Venn representando el Left Join, entre las tablas A y B, agregando una condición donde las claves de B son nulas

Si se quieren mostrar solo los registros de la primera tabla que no tengan correspondientes en la segunda, se puede agregar la condición adecuada en la cláusula WHERE. Esto nos dará los empleados que no estén asignados a ningún departamento, que en el diagrama de la derecha se representan en amarillo.
```
 
SELECT
 
*

 
FROM
   
empleado

        
LEFT
 
OUTER
 
JOIN
 
departamento

           
ON
 
empleado
.
IDDepartamento
 
=
 
departamento
.
IDDepartamento

 
WHERE
  
departamento
.
IDDepartamento
 
IS
 
NULL

```

|          | Empleado       | Empleado           | Departamento   | Departamento |
| Apellido | IDDepartamento | NombreDepartamento | IDDepartamento |              |
| -------- | -------------- | ------------------ | -------------- | ------------ |
|          | Gaspar         | 36                 | NULL           | NULL         |

### RIGHT OUTER JOINoRIGHT JOIN

Diagrama de Venn representando el Right Join, entre las tablas A y B, de una sentencia SQL

Esta operación es una imagen refleja de la anterior; el resultado de esta operación siempre contiene todos los registros de la tabla de la derecha (la segunda tabla que se menciona en la consulta), independientemente de si existe o no un registro correspondiente en la tabla de la izquierda.
La sentencia RIGHT OUTER JOIN retorna todos los valores de la tabla derecha con los valores de la tabla de la izquierda correspondientes, si los hay, o retorna un valor nulo NULL en los campos de la tabla izquierda cuando no haya correspondencia.
En el diagrama de la derecha, los departamentos que no tienen empleados están en el área verde mientras que los departamentos con empleados están en el área anaranjada, en la intersección de A y B.
Ejemplo de right join para la combinación externa:
```
 
SELECT
 
*

 
FROM
   
empleado

        
RIGHT
 
OUTER
 
JOIN
 
departamento

           
ON
 
empleado
.
IDDepartamento
 
=
 
departamento
.
IDDepartamento

```

|          | Empleado       | Empleado           | Departamento   | Departamento |
| Apellido | IDDepartamento | NombreDepartamento | IDDepartamento |              |
| -------- | -------------- | ------------------ | -------------- | ------------ |
|          | Zolano         | 34                 | Producción     | 34           |
|          | Jordán         | 33                 | Ingeniería     | 33           |
|          | Róbinson       | 34                 | Producción     | 34           |
|          | Steinberg      | 33                 | Ingeniería     | 33           |
|          | Andrade        | 31                 | Ventas         | 31           |
|          | NULL           | NULL               | Mercadeo       | 35           |

En este caso el área de Mercadeo fue presentada en los resultados, aunque aún no hay empleados registrados en dicha área.

#### RIGHT JOIN excluyendo la intersección

Diagrama de Venn representando el Right Join, entre las tablas A y B, agregando una condición donde las claves de A son nulas

Si se quieren mostrar solo los registros de la tabla de Departamento que no tengan correspondientes en la tabla de Empleado, se puede agregar la condición adecuada en la cláusula WHERE. Esto nos dará los departamentos que no tengan asignados ningún empleado. En el diagrama de la derecha, esto se representa en verde.
```
 
SELECT
 
*

 
FROM
   
empleado

        
RIGHT
 
OUTER
 
JOIN
 
departamento

           
ON
 
empleado
.
IDDepartamento
 
=
 
departamento
.
IDDepartamento

 
WHERE
  
empleado
.
IDDepartamento
 
IS
 
NULL

```

|          | Empleado       | Empleado           | Departamento   | Departamento |
| Apellido | IDDepartamento | NombreDepartamento | IDDepartamento |              |
| -------- | -------------- | ------------------ | -------------- | ------------ |
|          | NULL           | NULL               | Mercadeo       | 35           |

### Equivalencia entre LEFT JOIN y RIGHT JOIN

Left Join equivalente al Right Join anterior

Hay una total equivalencia entre las sentencias que usan LEFT JOIN y las que usan RIGHT JOIN. Todo lo que se puede hacer con uno se puede hacer con el otro. Cambiando la perspectiva de cuál es la tabla izquierda y cuál es la tabla derecha, y teniendo cuidado con las condiciones, se puede hacer la sentencia equivalente.
Por ejemplo, hagamos el RIGHT JOIN anterior pero esta vez usando LEFT JOIN. En el RIGHT JOIN anterior se consideraba la tabla Empleado a la izquierda y la tabla de Departamento a la derecha. Para hacer un LEFT JOIN equivalente cambiamos de perspectiva y "volteamos" las tablas. Consideremos ahora la tabla de Departamento a la izquierda y la tabla de Empleado a la derecha. Podemos obtener exactamente el mismo resultado con la sentencia siguiente:
```
 
SELECT
 
*

 
FROM
   
departamento

        
LEFT
 
OUTER
 
JOIN
 
empleado

           
ON
 
departamento
.
IDDepartamento
 
=
 
empleado
.
IDDepartamento

 
WHERE
  
empleado
.
IDEmpleado
 
IS
 
NULL

```

|                    | Departamento   | Departamento | Empleado       | Empleado |
| NombreDepartamento | IDDepartamento | Apellido     | IDDepartamento |          |
| ------------------ | -------------- | ------------ | -------------- | -------- |
|                    | Mercadeo       | 35           | NULL           | NULL     |

### Combinación completa (FULL OUTER JOIN)

Diagrama de Venn representando el Full Join, entre las tablas A y B, de una sentencia SQL

Esta operación presenta los resultados de tabla izquierda y tabla derecha aunque alguna no tengan correspondencia en la otra tabla. La tabla combinada contendrá, entonces, todos los registros de ambas tablas y presentará valores nulos NULLs para registros sin pareja.
En el diagrama de la derecha, el área anaranjada representa los empleados que están asociados a un departamento, el área amarilla son los empleados que no están en ningún departamento, y el área verde son los departamentos que no tienen empleados.
Ejemplo de combinación externa completa:
```
 
SELECT
 
*
  

 
FROM
   
empleado

        
FULL
 
OUTER
 
JOIN
 
departamento
 

           
ON
 
empleado
.
IDDepartamento
 
=
 
departamento
.
IDDepartamento

```

|          | Empleado       | Empleado           | Departamento   | Departamento |
| Apellido | IDDepartamento | NombreDepartamento | IDDepartamento |              |
| -------- | -------------- | ------------------ | -------------- | ------------ |
|          | Zolano         | 34                 | Producción     | 34           |
|          | Jordán         | 33                 | Ingeniería     | 33           |
|          | Róbinson       | 34                 | Producción     | 34           |
|          | Gaspar         | 36                 | NULL           | NULL         |
|          | Steinberg      | 33                 | Ingeniería     | 33           |
|          | Andrade        | 31                 | Ventas         | 31           |
|          | NULL           | NULL               | Mercadeo       | 35           |

Como se puede notar, en este caso se encuentra el empleado Gaspar con valor nulo en su área correspondiente, y se muestra además el departamento de Mercadeo con valor nulo en los empleados de esa área.
Algunos sistemas de bases de datos no soportan esta funcionalidad, pero esta puede ser emulada a través de las combinaciones de tabla izquierda, tabla derecha y de la sentencia de unión union.
El mismo ejemplo puede expresarse así:
```
 
SELECT
 
*

 
FROM
   
empleado

        
LEFT
 
JOIN
 
departamento

           
ON
 
empleado
.
IDDepartamento
 
=
 
departamento
.
IDDepartamento

 
UNION

 
SELECT
 
*

 
FROM
   
empleado

        
RIGHT
 
JOIN
 
departamento

           
ON
 
empleado
.
IDDepartamento
 
=
 
departamento
.
IDDepartamento

```

#### FULL JOIN excluyendo la intersección

Diagrama de Venn representando el Full Join, entre las tablas A y B, agregando condiciones donde la clave de A o la de B son nulas

Si se quieren mostrar solo los registros de las tablas que no tengan correspondencia en la otra, se pueden agregar las condiciones adecuadas en la cláusula WHERE.
En el diagrama de la derecha, el área amarilla representa los empleados que no están asignados a ningún departamento, mientras que el área verde representa los departamentos que no tienen empleados.
```
 
SELECT
 
*
  

 
FROM
   
empleado

        
FULL
 
OUTER
 
JOIN
 
departamento
 

           
ON
 
empleado
.
IDDepartamento
 
=
 
departamento
.
IDDepartamento

 
WHERE
  
(
empleado
.
IDDepartamento
 
IS
 
NULL
)
  
OR
  
(
departamento
.
IDDepartamento
 
is
 
NULL
)

```

|          | Empleado       | Empleado           | Departamento   | Departamento |
| Apellido | IDDepartamento | NombreDepartamento | IDDepartamento |              |
| -------- | -------------- | ------------------ | -------------- | ------------ |
|          | Gaspar         | 36                 | NULL           | NULL         |
|          | NULL           | NULL               | Mercadeo       | 35           |

## Cruzada (Cross join)

Representación como producto cartesiano del Cross Join, entre las tablas A y B, de una sentencia SQL

El CROSS JOIN presenta el producto cartesiano de los registros de las dos tablas. La tabla resultante tendrá todos los registros de la tabla izquierda combinados con cada uno de los registros de la tabla derecha.
El código SQL para realizar este producto cartesiano enuncia las tablas que serán combinadas, pero no incluye algún predicado que filtre el resultado.
Ejemplo de combinación cruzada explícita:
```
 
SELECT
 
*

 
FROM
 
empleado
 
CROSS
 
JOIN
 
departamento

```

Ejemplo de combinación cruzada implícita:
```
 
SELECT
 
*

 
FROM
   
empleado
,
 
departamento
;

```

| Empleado  | Empleado       | Departamento       | Departamento   |
| Apellido  | IDDepartamento | NombreDepartamento | IDDepartamento |
| --------- | -------------- | ------------------ | -------------- |
| Andrade   | 31             | Ventas             | 31             |
| Jordán    | 33             | Ventas             | 31             |
| Steinberg | 33             | Ventas             | 31             |
| Zolano    | 34             | Ventas             | 31             |
| Róbinson  | 34             | Ventas             | 31             |
| Gaspar    | 36             | Ventas             | 31             |
| Andrade   | 31             | Ingeniería         | 33             |
| Jordán    | 33             | Ingeniería         | 33             |
| Steinberg | 33             | Ingeniería         | 33             |
| Zolano    | 34             | Ingeniería         | 33             |
| Róbinson  | 34             | Ingeniería         | 33             |
| Gaspar    | 36             | Ingeniería         | 33             |
| Andrade   | 31             | Producción         | 34             |
| Jordán    | 33             | Producción         | 34             |
| Steinberg | 33             | Producción         | 34             |
| Zolano    | 34             | Producción         | 34             |
| Róbinson  | 34             | Producción         | 34             |
| Gaspar    | 36             | Producción         | 34             |
| Andrade   | 31             | Mercadeo           | 35             |
| Jordán    | 33             | Mercadeo           | 35             |
| Steinberg | 33             | Mercadeo           | 35             |
| Zolano    | 34             | Mercadeo           | 35             |
| Róbinson  | 34             | Mercadeo           | 35             |
| Gaspar    | 36             | Mercadeo           | 35             |

Esta clase de combinaciones son usadas pocas veces; generalmente se les agregan condiciones de filtrado con la sentencia WHERE para hallar resultados específicos.

## Implementación
La implementación eficiente de combinaciones ha sido un objetivo de mucho trabajo en los sistemas de bases de datos, pues aunque sean internas o externas, son muy comunes y difíciles de ejecutar eficientemente. La combinación interna de tablas se puede hacer con propiedad conmutativa y asociativa, así que el usuario sólo crea la consulta y el sistema de base de datos determina la manera más eficiente de realizar la operación. Esta decisión la toma el optimizador de consultas, que tiene en cuenta dos puntos importantes:
El orden de las combinacionescomo las combinaciones son conmutativas, el orden en el cual son combinadas las tablas no modifica el resultado final de la consulta. En cambio, sí tiene un gran impacto sobre el costo de la operación, de manera que elegir el mejor orden de combinaciones es muy importante.
El método de la combinacióndadas dos tablas y una condición de combinación, existen unos cuantos algoritmos que devuelven el resultado de la combinación. Cuál algoritmo es el más eficiente dependerá de los tamaños de las tablas de entrada, la cantidad de filas de cada una que satisfacen la condición de combinación y las operaciones requeridas por el resto de la consulta.
Los diferentes algoritmos tratan de forma diferente a las entradas. A las entradas de una combinación se las llama respectivamente "operando externo(outer)" y "operando interno(inner)", o bien simplemente izquierdo y derecho. En el caso de bucles anidados, por ejemplo, la relación interna será completamente recorrida por cada fila de la relación externa.
Los planes de ejecución que incluyen combinaciones pueden clasificarse en:
Profundo a la izquierdaEl operando interno de cada combinación del plan es una tabla base.
Profundo a la derechaEl operando externo de cada combinación del plan es una tabla base.
DensoAmbas entradas son combinaciones.
Estos nombres derivan de la apariencia de la representación gráfica del plan de ejecución como un árbol, con la relación externa a la izquierda y la interna a la derecha (por convención).

### Algoritmos de combinación
Existen tres algoritmos fundamentales para ejecutar una operación de combinación.

#### Bucles anidados
Éste es el más simple de los algoritmos de combinación. Por cada tupla de la relación externa, se recorre completamente la relación interna, y toda tupla que verifique la condición de combinación se añade al resultado. El algoritmo puede ser fácilmente generalizado para cualquier número de relaciones.
Pseudocódigo para la combinación de las relaciones {\displaystyle R} and {\displaystyle S}:
```
  Por cada tupla en R, llamada r:
     Por cada tupla en S, llamada s:
        Si la tupla <r,s> satisface la condición de combinación
           Entonces agregar la tupla <r,s> a la salida
```

La complejidad computacional del algoritmo es de {\displaystyle O(|R||S|)} operaciones de entrada/salida, donde {\displaystyle |R|} y {\displaystyle |S|} son la cantidad de tuplas en {\displaystyle R} y {\displaystyle S} respectivamente.
Naturalmente, este algoritmo tiene un desempeño pobre si alguna de las relaciones es muy grande. El desempeño puede mejorarse si la relación interna tiene un índice sobre las columnas del predicado de combinación.
Existe una variación del algoritmo de bucles anidados, llamada bucles anidados en bloque.
Sea {\displaystyle |R|<|S|}. En lugar de leer las dos relaciones tupla por tupla, se lee la relación {\displaystyle R} en bloques, llenando toda la memoria disponible, excepto dos páginas. Por cada bloque de {\displaystyle R} se realiza una iteración sobre {\displaystyle S}, leyendo una página por vez, y por cada página leída de {\displaystyle S}, la tupla de la página es comparada con las del bloque de {\displaystyle R}, y cada par de tuplas que satisfacen la condición de combinación se agrega a la página de salida.
El algoritmo de bucles anidados en bloque tiene una complejidad computacional de {\displaystyle O({\frac {P_{r}P_{s}}{M}})} operaciones de entrada/salida, donde {\displaystyle M} es el número de páginas de memoria disponibles y {\displaystyle P_{r}} y {\displaystyle P_{s}} son el tamaño en páginas de {\displaystyle R} y de {\displaystyle S} respectivamente. Notar que la complejidad computacional es de {\displaystyle O(P_{r}+P_{s})} operaciones de entrada/salida si {\displaystyle R} cabe en la memoria disponible.

#### Combinación por fusión
Si ambas relaciones están ordenadas por los atributos de combinación, la operación es trivial:
1. Por cada tupla de la relación externa,
  1. Se toma el grupo de tuplas actual de la relación interna; un grupo está formado por un conjunto de tuplas contiguas con el mismo valor en el atributo de combinación.
  2. Por cada tupla del grupo interno actual que satisfaga la condición de combinación, se agrega una tupla al resultado. Una vez agotado el grupo interno, ambas búsquedas, la interna y la externa, pueden avanzar al siguiente grupo.

Por esta razón muchos optimizadores guardan pista del ordenamiento en los nodos del plan (si uno o ambos operandos ya están ordenados en función del atributo de combinación, no hace falta otro ordenamiento. De lo contrario, el sistema de gestión de base de datos deberá realizarlo, generalmente utilizando un ordenamiento externo para evitar consumir demasiada memoria.

#### Combinación Hash
Este algoritmo puede ser utilizado para combinaciones "equi-join". El acceso a las tablas a ser combinadas se realiza construyendo tablas hash sobre los atributos de combinación. La búsqueda en tabla hash es mucho más rápida que a través de árboles de índice, pero solo puede realizarse una búsqueda por la condición de igualdad.

### Optimización de la combinación

#### Semi-combinación
Es una optimización técnica para las combinaciones en bases de datos distribuidas. El predicado JOIN es aplicado en diferentes fases, comenzando con la más temprana. Esto puede reducir el tamaño de los resultados inmediatos que deben ser intercambiados con nodos remotos, así reduce el tráfico de red entre nodos, esto puede mejorarse con un filtro Bloom.